# Замок Адер
Замок Адер (англ. Adare Castle, ірл. Caisleán an Áth Dara) — замок Едейр, замок Ах Дара, замок Броду Дуба, замок Десмондів в Лімеріку — один із замків Ірландії, розташований в графстві Лімерік, біля селища Едейр (Ах Дара), на південний захід від міста Лімерік, біля мосту через річку Майгу, біля дороги № 21. Доступ до замку можливий виключно з дозволу Центру культурної спадщини селища Едейр.

## Історія замку Адер

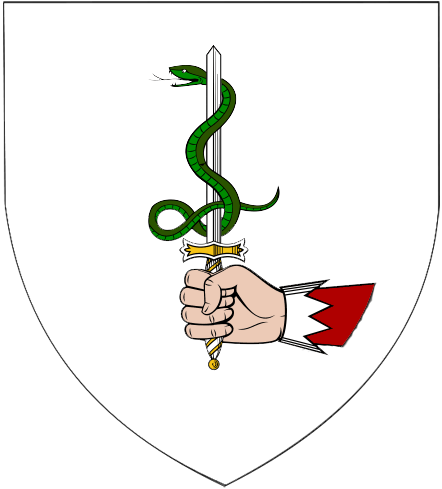
Герб вождів клану О'Донован.

Місце, де був збудований замок Адар згадується в «Літописі Інісфаллен»: «…Дерево рівнини Маг Адар було зруйноване Лех Кунном….» У часи раннього середньовіччя тут була так звана кругла фортеця, що належала ірландському клану О'Донован, що володів цими землями до ХІІ століття. Потім ці землі захопила кілдерська гілка аристократичної родини ФітцДжеральд, що власне і збудувала замок Адер, що дійшов до нашого часу. Про замок в цій місцині вперше згадується в записах від 1226 року. Біля замку було збудоване 3 монастирі, місцевість славилась як важливий торговельний центр. Довгий час цими землями і замками володіли графи Дунравен.
Замок Адер (Едейр) вважається прекрасний зразком середньовічного ірландського замку, одним із відомих замків графства Лімерік. Замок стоїть на північному березі річки Майгу. Замок займав стратегічне положення — захищав торговельний шлях, контролював рух човнів по річці. Замок був важливим оплотом графів Десмонд. Замок має квадратне в плані оборонне ядро. Замок оточений ровом. Замок має великий зал з вікнами — побудований на початку ХІІІ століття. Поруч біля великого залу пекарня та кухня. Завершено великі реставраційні роботи замку, замок доступний для туристів.